# Sevmash
JSC PO Sevmash (russe : ОАО «ПО „Севмаш“», Севмаш, СМП) est une entreprise de construction navale basée dans la ville portuaire de Severodvinsk, sur la mer Blanche, en Russie. Sevmash est une abréviation de « Severnoye Mashinostroitelnoye Predpriyatie » (en russe : Северное Машиностроительное Предприятие, littéralement « Entreprise de construction de machines du Nord »). Sevmash est la plus importante entreprise de construction navale de Russie et elle est la seule entreprise responsable de la production des sous-marins nucléaires du pays. En 2009, l'entreprise employait 26 951 personnes et générait par ses activités de production militaire un chiffre d'affaires de 533,02 millions de dollars.